# Moacir Barbosa
Moacir Barbosa Nascimento (Campinas, 27 marzo 1921 – Praia Grande, 7 aprile 2000) è stato un calciatore brasiliano, di ruolo portiere.
Il suo nome è rimasto indissolubilmente legato alla partita Brasile-Uruguay, valida per l'assegnazione del Campionato mondiale di calcio 1950 e persa dai brasiliani, organizzatori del torneo. Morì per un attacco cardiaco a settantanove anni.

## Caratteristiche tecniche
Barbosa è considerato il miglior portiere del Vasco da Gama di tutti i tempi e come il migliore della sua epoca. Era coraggioso e dotato di senso della posizione, oltre ad essere abile nel parare i rigori.

## Carriera

### Club
Cominciò la carriera come ala sinistra dell'estinto Comercial da Capital, ma già dopo essere passato al Clube Atlético Ypiranga divenne portiere. Nel 1944 fu acquistato dal Vasco da Gama, club con cui vinse la Coppa dei Campioni del Sudamerica nel 1948 - decisiva la sua parata sul rigore calciato da Labruna del River Plate - e il Campionato Carioca nel 1945, 1947, 1949, 1950, 1952 e 1958, anno in cui la squadra si aggiudicò anche il Torneo Rio-San Paolo. Barbosa è uno dei calciatori con più presenze nella squadra carioca, della quale fu titolare fino al 1953, quando durante uno scontro con un avversario riportò la frattura della tibia e del perone. Nel 1956 fu ceduto in prestito al Bonsucesso e l'anno seguente passò al Santa Cruz, tornando poi al Vasco nel 1958 dove fu nuovamente titolare.

### Nazionale
(Barbosa)
Barbosa fu il portiere titolare della Nazionale brasiliana al Mondiale del 1950. Il 16 luglio, durante la partita decisiva e davanti ai duecentomila tifosi che gremivano gli spalti dello stadio Maracanã, la squadra fu sconfitta dall'Uruguay per 2-1, dopo essere passata in vantaggio. In occasione del secondo gol, Barbosa si fece sorprendere da un tiro di Alcides Ghiggia, aspettandosi un cross anziché una conclusione in porta. Da quel momento fu sempre considerato come il responsabile della disfatta, il cosiddetto Maracanazo, fungendo difatti come capro espiatorio.
Venne messo ai margini dalla vita pubblica del paese, che, prostrato dalla inattesa sconfitta, visse giorni cupi e tristi, contraddistinti dalla più alta ondata di suicidi della sua storia. Barbosa cadde in depressione, dichiarando più volte che "la sentenza più pesante in Brasile è trent'anni, ma la mia prigionia ne è durata cinquanta".

## Morte
Barbosa morì nel 2000 e venne sepolto nel Cimitero Municipale di Praia Grande a San Paolo.

## Palmarès

### Club

#### Competizioni statali
- Campionato Carioca: 6

Vasco da Gama: 1945, 1947, 1949, 1950, 1952, 1958
- Torneo Rio-San Paolo: 1

Vasco da Gama: 1958

#### Competizioni internazionali
- Coppa dei Campioni del Sudamerica: 1

Vasco da Gama: 1948

### Nazionale
- Campeonato Sudamericano de Football: 1

Brasile: 1949